# Ерида
 Тази статия е за древногръцката богиня.  За астрономическия обект вижте Ерида (планета джудже).  
Ерѝда (на гръцки: Έρις) в древногръцката митология е богиня на раздора и съперничеството, една от първичните сили. Дъщеря е на богинята на нощта Никта и е внучка на Хаос. Оттук е и нейната двойствена същност. От една страна тя поражда глада, скръбта, битките, убийствата, споровете и беззаконието, а от друга ражда труда. Оттук и при Хезиод има две Ериди. Едната предизвиква войни и вражди и е необичана от хората, а другата им е полезна, заставяйки ги да се съревновават в труда. Според легендата Зевс сложил втората Ерида между корените на земята, за да символизира нейното подчинение и предназначението ѝ да служи на хората.
Ерида се свързва и с ябълката на раздора. Поради опасения да не внесе конфликти, Ерида единствена от боговете не била поканена на сватбата на Тетида и Пелей. За отмъщение тя подхвърлила между гостите златна ябълка, откъсната от градините на Хесперидите, с надпис: „За най-красивата“. Така възникнал спор между трите богини – Хера, Атина и Афродита, тъй като всяка претендирала, че тя е най-прекрасна. Спорът бил разрешен от Парис в полза на богинята на любовта, която му обещала най-красивата жена на света – Хубавата Елена. Това станало повод за гибелно съперничество и впоследствие довело до Троянската война.
Нейният римски еквивалент е богинята Дискордия.